# 飛行員之眼
《飛行員之眼》是德國紀錄片系列，主要介紹客機與貨機駕駛艙的詳細作業流程。影片由AignerMEDIA的主持人湯瑪斯·艾格納執導與製作。紀錄片使用多台高畫質攝影機記錄下飛行員的包括飛機整備、起降等日常工作，本紀錄片系列主要以駕駛艙視角飛行來觀賞，針對一般乘客和飛行愛好者為主。

## 概要

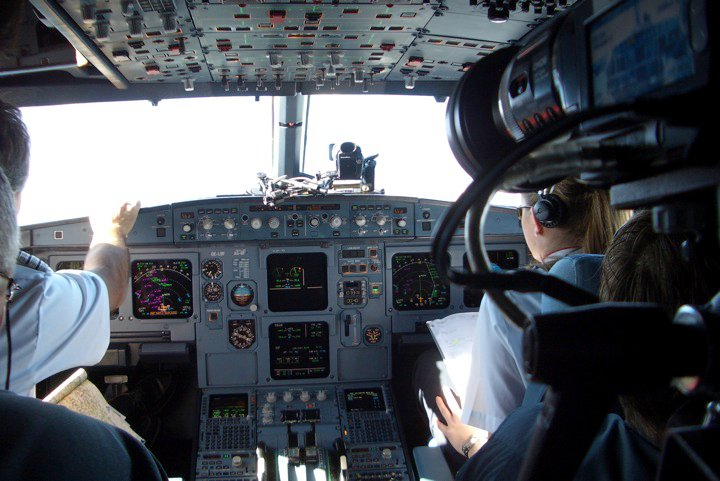
「巴塞隆納」拍攝情節

飛行員之眼（PilotsEYE.tv）成立於2005年，主要發行DVD、藍光光碟以及隨選視訊等媒體，本紀錄片系列主要以駕駛艙視角飛行來觀賞，針對一般乘客和飛行愛好者為主。
本紀錄片主要以觀察者的角度（PoV）來拍攝，由於影片主要內容的講解以飛行員的敘述為主，因此沒有旁白配音內容。飛行員在每個場景當中都會加入評論的附加音軌有助於提高整體的理解度。每集敘述一個完整的航程，包含去程航班，機組人員在目的地的休息日活動以及回程航班。
在起飛之前，觀眾會收到有關加油、飛行時間、飛行狀態和飛機類型等數據概覽。在駕駛艙進行錄製的過程當中，詳細介紹飛航的準備工作，包括後推、滑行、起飛以及進近和著陸等程序，並且同時收錄駕駛艙內外以及塔台的同步影像。在飛行的過程當中會顯示特定的場景，例如機組人員交接班，航線變更以及駕駛艙外的景色等。同時，飛行員解釋飛航工作當中各個方面的資訊，並且提供有關飛機功能的見解。影片的最後則收錄了刪除的滑稽片段，而DVD與藍光光碟則收錄了附加片段。
大部分的影片都會收錄往返航班之間的機艙內外的場景，以及機組員休息時的活動等。例如在第8集西雅圖當中，機組員參觀了在埃弗里特的波音工廠以及飛行博物館。

## 製作
攝影團隊使用HD和4K格式的攝影系統，攝影時使用高達14台攝影機，儀錶板上的小型攝影機可以顯示飛行員的面孔，整個影片週期的數據量約為1.5 TB。所有路線均由數個GPS接收器進行記錄，以利於在窗外以及Google地球當中顯示路線時能夠顯示出正確的位置。飛行地圖和航點表示均來自Jeppesen和Lido的電子地圖，這是漢莎航空系統的電子飛行包，顯示飛行員使用的原始地圖資料。大部分的影片都提供相關航班的飛行資訊，包括實際的飛行計畫、任務飛行程式（OFP）以及天氣雲圖。
在某些場景中，例如在著陸以及進場期間，使用分割畫面方式將來自多個攝影機的畫面放在一起。並同步顯示控制桿或側桿上的操作以及飛機的反應，因此觀眾可以看到控制桿的連動如何影響飛機的位置。

## 集數列表

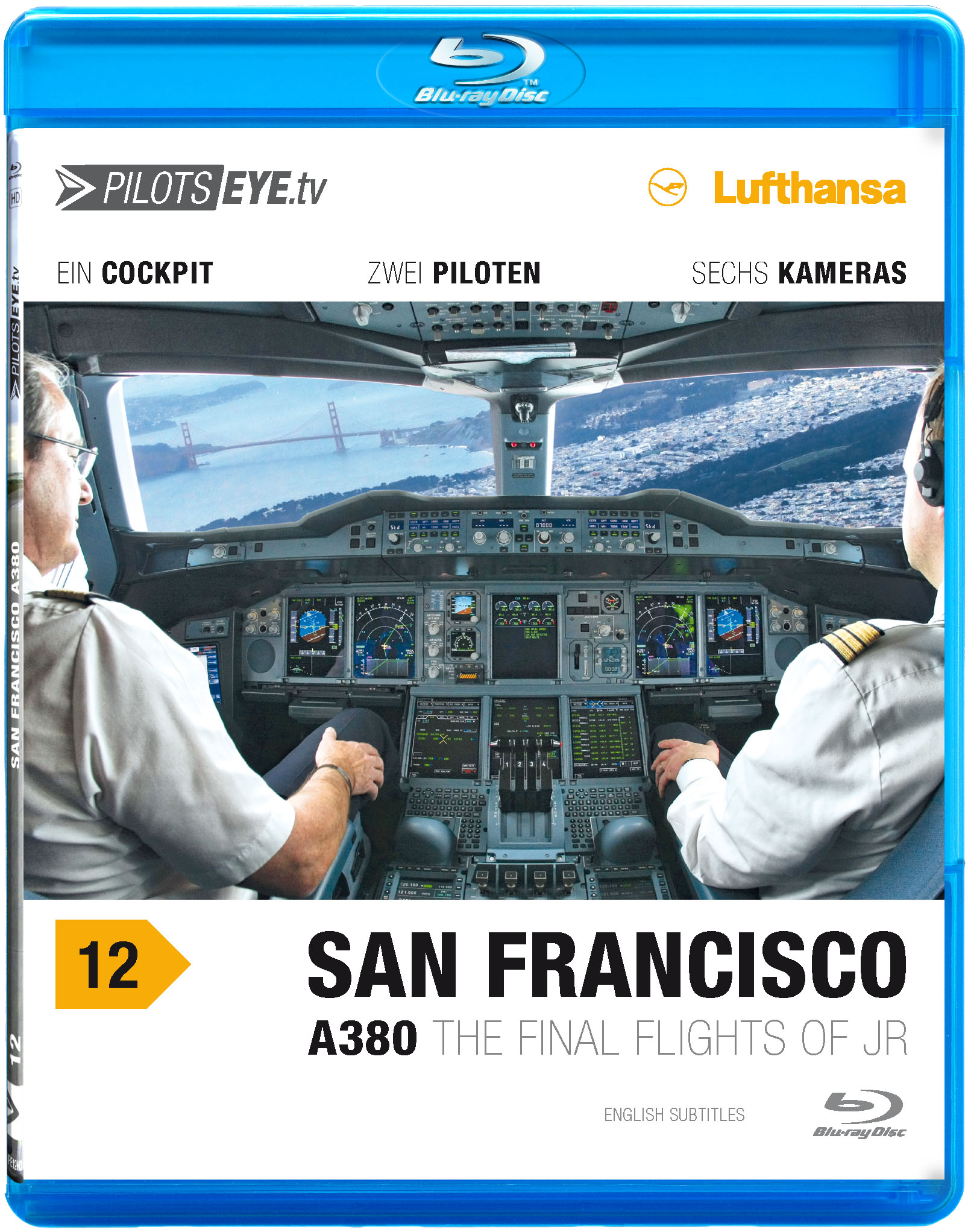
舊金山 A380―JR的最後一次飛行封面

| 集數 | 影片標題                                    | 航空公司                       | 航班        | 機型                                                       | 格式                | 出版日期       |
| ---- | ------------------------------------------- | ------------------------------ | ----------- | ---------------------------------------------------------- | ------------------- | -------------- |
| 0    | 科孚島（失落的影帶）                        | LTU航空                        | LTU 300     | 空中巴士A330-200                                           | 隨選視訊            | 2009年         |
| 0    | 開普敦（失落的影帶）                        | LTU航空                        | LTU 673/4   | 空中巴士A330-200                                           | 隨選視訊            | 2008年         |
| 1    | 舊金山（第一集）                            | 漢莎航空                       | LH458       | 空中巴士A340-600                                           | DVD                 | 2007年8月1日   |
| 2    | 馬爾地夫（往天堂的九小時）                  | LTU航空                        | LTU 730     | 空中客车A330                                               | DVD藍光光碟         | 2009年1月13日  |
| 3    | 上海（引擎過熱）                            | 瑞士國際航空                   | LX 188/189  | 空中巴士A340-313                                           | DVD藍光光碟         | 2012年2月20日  |
| 4    | 洛杉磯（飛行指揮官的最後一次飛行）          | 漢莎航空                       | LH 456/457  | 波音747                                                    | DVD藍光光碟         | 2011年5月26日  |
| 5    | 東京（跑道雞）                              | 奧地利航空                     | OS 51/52    | 波音777                                                    | DVD藍光光碟         | 2009年2月1日   |
| 6    | 北極點（特別航班）                          | LTU航空                        | LTU 9999    | 空中巴士A330                                               | DVD                 | 2007年8月1日   |
| 7    | 巴塞隆納（特別路線 「低空飛越阿爾卑斯山」） | 奧地利航空                     | OS 397/98   | 空中客车A321                                               | DVD藍光光碟         | 2008年5月12日  |
| 8    | 西雅圖（參訪工廠）                          | 漢莎航空                       | LH 490/91   | 空中巴士A330                                               | DVD藍光光碟         | 2009年6月17日  |
| 9    | 放鬆飛行，克服對飛行的恐懼（EFFB）          | 漢莎航空、奧地利航空、神鷹航空 | PE 8664     | 空中客车A320空中巴士A330空中巴士A340                       | DVD藍光光碟         | 2009年12月15日 |
| 10   | 拉帕爾馬島（鳥瞰島嶼）                      | 神鷹航空                       | DE 596/597  | 空中巴士A320                                               | DVD藍光光碟         | 2010年7月7日   |
| 11   | 香港（波音777F―颱風警報）                   | 邏輯航空                       | Box 512/19  | 波音777F                                                   | DVD藍光光碟隨選視訊 | 2013年7月22日  |
| 12   | 舊金山（A380―JR的最後一次飛行）             | 漢莎航空                       | LH 454/455  | 空中巴士A380-800                                           | DVD藍光光碟         | 2012年8月25日  |
| 14   | 基多（MD-11―淑女的秘境之旅）                | 漢莎貨運航空                   | GEC 8260    | 麥道MD-11F                                                 | DVD藍光光碟隨選視訊 | 2014年3月24日  |
| 15   | AirLounge ONE―第一航空休息室                | 多間航空公司                   | 多個航班    | 空中巴士A320/A321波音747-8空中巴士A330-200空中巴士A380-800 | DVD藍光光碟隨選視訊 | 2014年12月19日 |
| 16   | 西雅圖（波音777F―飛機的誕生）               | 漢莎貨運航空                   | GEC 8145    | 波音777-200F                                               | DVD藍光光碟隨選視訊 | 2015年9月9日   |
| 17   | 洪加達（再見，波音！―淘汰退役）             | 柏林航空                       | BER 2932    | 波音737737-800NG                                           | DVD藍光光碟隨選視訊 | 2016年3月14日  |
| 18   | 邁阿密 A330飛行執照―從乘客成為飛行員        | 瑞士國際航空                   | LX64        | 空中巴士A330                                               | DVD藍光光碟隨選視訊 | 2016年11月29日 |
| 19   | 波士頓（A350 漢莎航空下一個頂尖模特兒）     | 漢莎航空                       | LH424       | 空中客车A350 XWB                                           | DVD藍光光碟隨選視訊 | 2017年10月10日 |
| 20   | 曼谷 新加坡777F―喬·莫澤最後的進近           | 邏輯航空                       | BOX 530/531 | 波音777-200F                                               | DVD藍光光碟         | 2018年12月14日 |
| 21   | 倫敦城市機場（瑞士航空A220/CS100―水上著陸） | 瑞士國際航空                   | LX 466/467  | 空中客车A220                                               | DVD藍光光碟         | 2019年11月7日  |

## 外部連結
- （德文）（英文）PilotsEYE.tv （页面存档备份，存于） 官方網站
- PilotsEYE.tv （页面存档备份，存于） 在YouTube的頁面
- PilotsEYE.tv （页面存档备份，存于） 在Facebook的頁面
- （德文）Audio- （页面存档备份，存于） 與 Videopodcast: planeTALK.tv